# Donk (raplåt)
Donk är den femte singeln av rapparen Soulja Boy Tell 'Em. Den släpptes 4 maj 2008, och är den sista singeln från albumet souljaboytellem.com.

## Listplaceringar
| Lista (2008)                                  | List- position |
| --------------------------------------------- | -------------- |
| U.S. Billboard Bubbling Under Hot 100 Singles | 21             |
| U.S. Billboard Hot R&B/Hip-Hop Songs          | 37             |
| U.S. Billboard Hot Rap Tracks                 | 22             |